# کنفرانس امنیتی مونیخ

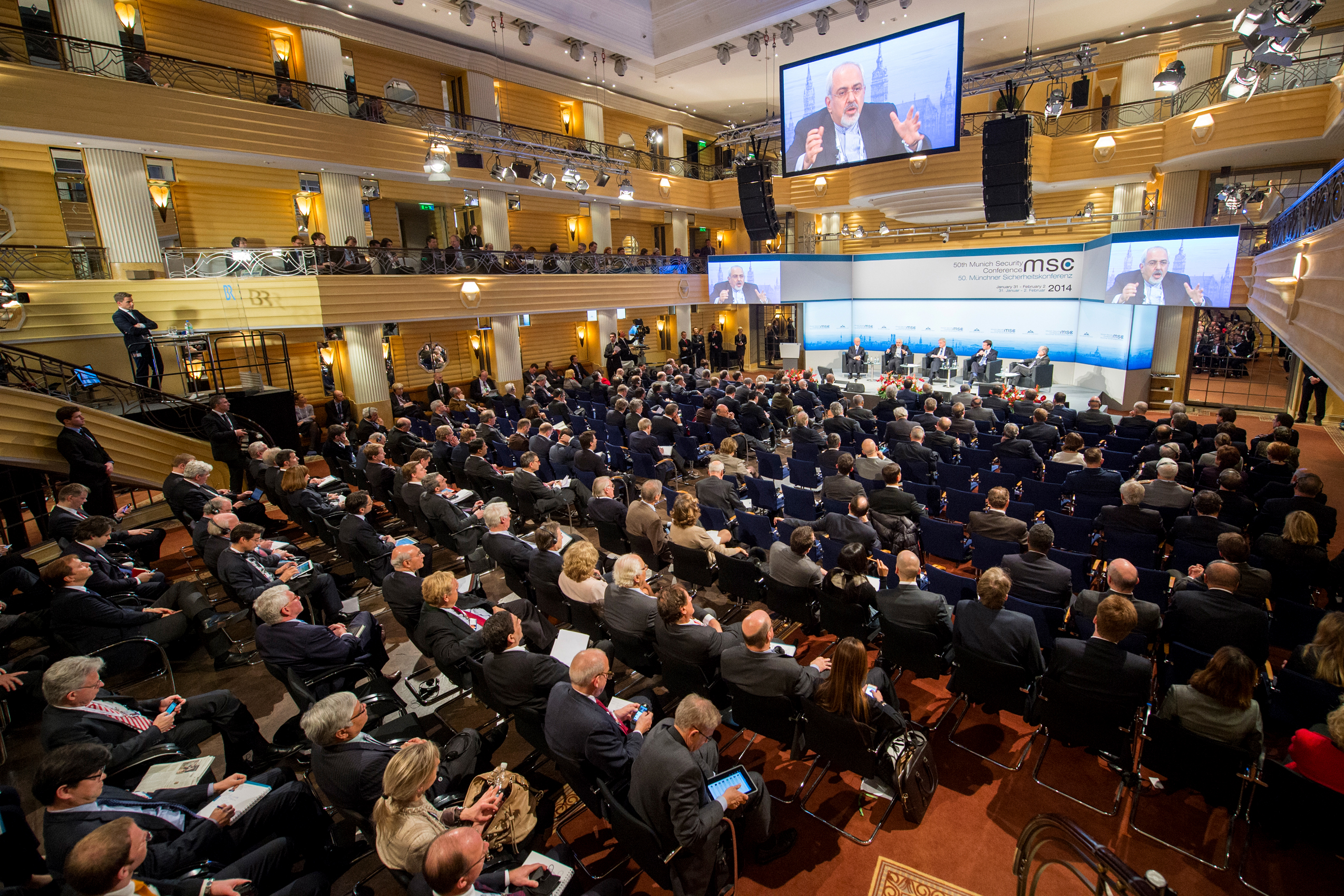
محمدجواد ظریف، وزیر امور خارجه ایران در حال تشریح مواضع ایران در ۵۰مین کنفرانس امنیتی مونیخ در هتل بایریشر هوف

کنفرانس امنیتی مونیخ (انگلیسی: Münchner Sicherheitskonferenz; آلمانی: Munich Security Conference (MSC)‎) کنفرانسی که در زمینه سیاست‌های امنیت بین‌الملل فعالیت می‌کند. این همایش فوریه هر سال در هتل بایریشر هوف در مونیخ توسط یک شرکت خصوصی برگزار می‌شود. در کنفرانس مونیخ تصمیمی گرفته نمی‌شود و صرفاً ویژهٔ اظهارنظر، رایزنی، و دیدارهای سیاسی است. در این کنفرانس هر سال به‌طور ویژه به یک موضوع مهم امنیت بین‌المللی پرداخته می‌شود. کنفرانس مونیخ به یکی از مجامع مهم بین‌المللی در عرصه امنیت جهانی تبدیل شده و به دلیل تشابه کمی و کیفی و بازتاب‌های آن با مجمع جهانی اقتصاد، به داوس امنیتی شهرت یافته است.

## تاریخچه
کنفرانس مونیخ در سال ۱۹۶۳ توسط اوالت-هاینریش فن کلایست-اشمنزین نظامی آلمانی بنیان گذاشته شد و در آغاز «کنفرانس امنیتی بین‌المللی» و نیز «کنگرهٔ دفاع‌شناسی» نام داشت. او مانند دیگر تحلیل‌گران سیاسی در آلمان در آن دوره، نگران آغاز یک درگیری نظامی فراگیر میان بلوک شرق و غرب و قرار گرفتن آلمان شرقی و غربی به خط مقدم این نبرد بود. آنها همچنین مخالف بلوک شرق بودند و معتقد بودند آلمان غربی برای مقاومت در برابر شوروی و تبدیل نشدن به یک کشور یکپارچه کمونیستی به حمایت همه‌جانبه جهان غرب به ویژه آمریکا نیاز دارد.
بنابراین کلایست-اشمنزین در سال ۱۹۶۳ تصمیم گرفت با برپایی یک نشست مستقل، گروهی از سیاستمداران اثرگذار مانند هنری کیسینجر را دعوت کند که با چهره‌های سیاسی آلمان و نظریه‌پردازان سیاست بین‌الملل با یکدیگر گفتگو کنند و با دیدگاه‌های متفاوت با مفاهیم «امنیت بین‌المللی» و «صلح» آشنا شوند. اما این کنفرانس و تلاش‌های آن اهمیت چندانی پیدا نکرد و پس از جنگ سرد و به‌ویژه در سده ۲۱ میلادی بر اهمیت آن افزوده شد.
در سال ۲۰۱۱ دیپلمات آلمانی ولفگانگ ایشینگر یک سازمان غیردولتی به همان نام «کنفرانس امنیتی مونیخ» در آلمان ثبت کرد و از آن زمان این سازمان غیردولتی وظیفه برگزاری سالانه کنفرانس را بر عهده دارد.

## چگونگی
کنفرانس امنیتی مونیخ مانند دیگر نشست‌های بین‌المللی مشترک بین صاحبان قدرت و صاحب‌نظران که در دوران جنگ سرد پا گرفتند، بدون برنامه‌ریزی یا میزبانی دولت‌ها و از سوی بخش خصوصی برگزار می‌شود. اهمیت این نشست، دسترسی به وزیران امور خارجه کشورهای قدرتمند و اثرگذاری این نشست بر اخبار رسانه‌ها است.
در این گردهمایی، سیاست‌مداران متخصص در امور امنیتی (معمولاً وزیران امور خارجه و دفاع)، نظامیان کارشناس امور بین‌المللی و نیز برخی از صاحبان صنایع تسلیحاتی از کشورهای مختلف جهان به بحث و بررسی در خصوص مسائل امنیت جهانی می‌پردازند. هزینه‌های این کنفرانس توسط وزارت دفاع آلمان و کمک‌های مالی صنایع تسلیحاتی تأمین می‌شود.

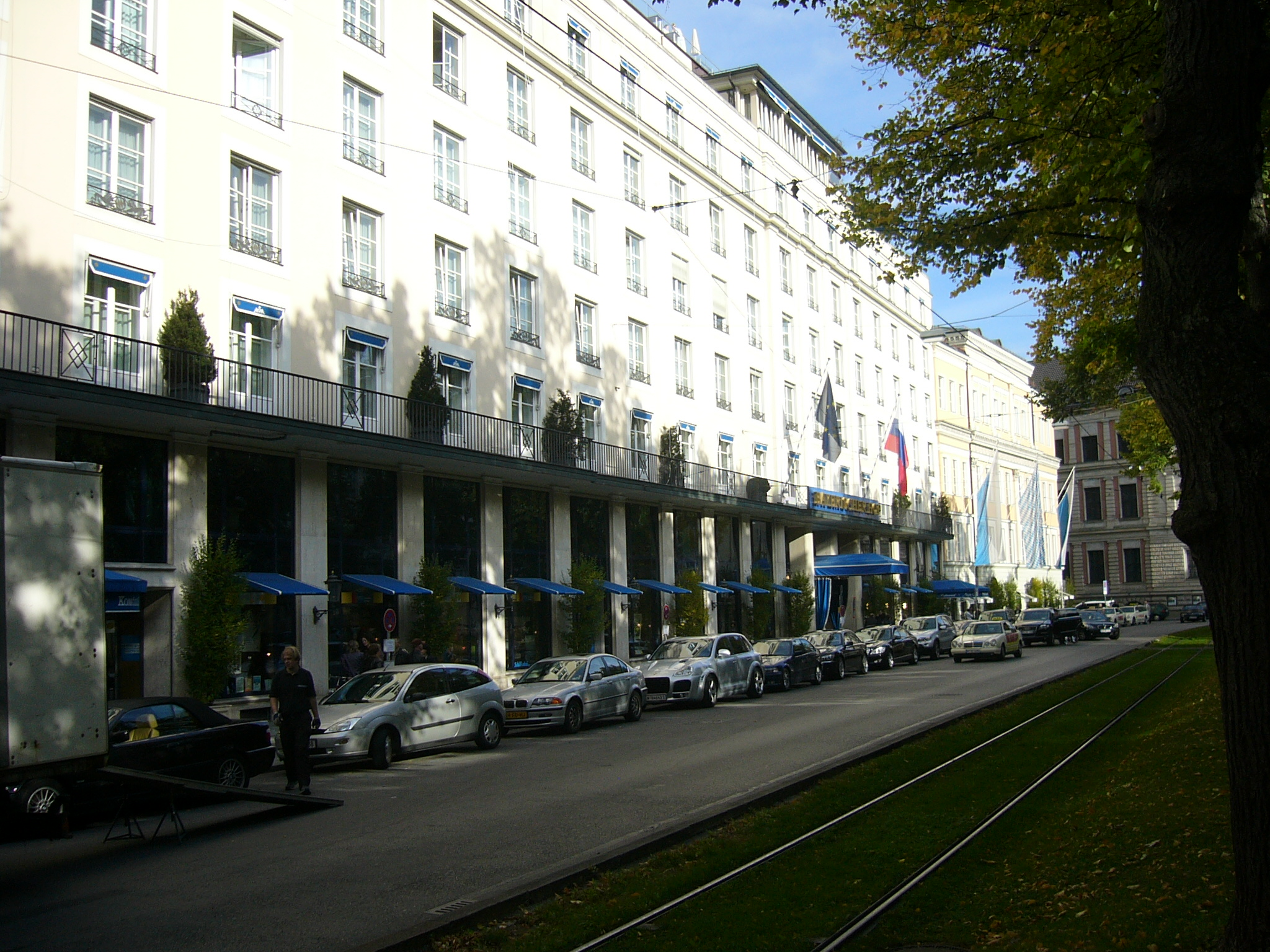
هتل بایریشر هوف محل برگزاری کنفرانس امنیتی مونیخ

## کنفرانس سال ۲۰۲۳ وحضور مخالفان نظام جمهوری اسلامی
در کنفرانس امنیتی مونیخ در فوریه ۲۰۲۳، مخالفان جمهوری اسلامی از جمله رضا پهلوی، ولیعهد سابق ایران و مسیح علینژاد، فعال حقوق زنان فرصت یافتند تا در ارتباط با نخبگان سیاسی و امنیتی برتر کشورهای برتر اروپایی، آمریکایی و آسیایی و رسانه‌های بین‌المللی جهان دربارهٔ مسائلی چون وضعیت حقوق زنان و حقوق بشر در ایران، اقدامات تروریستی جمهوری اسلامی، سرکوب اعتراضات سراسری ۱۴۰۱، وضعیت کنونی «نظام جمهوری اسلامی ایران» و تلاش برای تغییر نظام سیاسی در ایران سخن گویند. برگزارکنندگان کنفرانس تأکید کردند که حاضر نیستند از مقامات رسمی جمهوری اسلامی ایران به دلیل نقض بارز حقوق بشر برای شرکت در کنفرانس امنیتی مونیخ دعوت کنند.

## کمک‌های مالی حمایت‌کنندگان
بنا بر گزارش روزنامه زوددویچه تسایتونگ در ۳۱ دسامبر ۲۰۱۴ دولت آلمان از طریق کانال‌های مختلف از جمله وزارت دفاع و بخش مطبوعاتی دفتر صدراعظم آلمان، مبلغی بیش از یک میلیون یورو برای این همایشِ تحت پوششِ بخش خصوصی کمک نقدی هزینه کرده است. گذشته از این تعدادی سازمان تجاری از جمله چندین شرکت تولیدی صنایع نظامی چون کراوس‌مافای وگمان، EADS، لیندِه و غیره و همچنین بزرگ‌ترین بانک آلمان دویچه بانک و شرکت نفت جمهوری آذربایجان سوکار از حامیان مالی این همایش بودند. به گفته روزنامه زوددویچه، قصد این حامیان حضور فعال در برنامه‌ریزی‌های دفاعی کشورها است تا بدینوسیله بتوانند گذشته از کار لابی‌گری و اثرگذاری، روش‌های بازاریابی و فروش خود را با خواسته‌های بازار وفق بدهند.